# Verkeersfilter

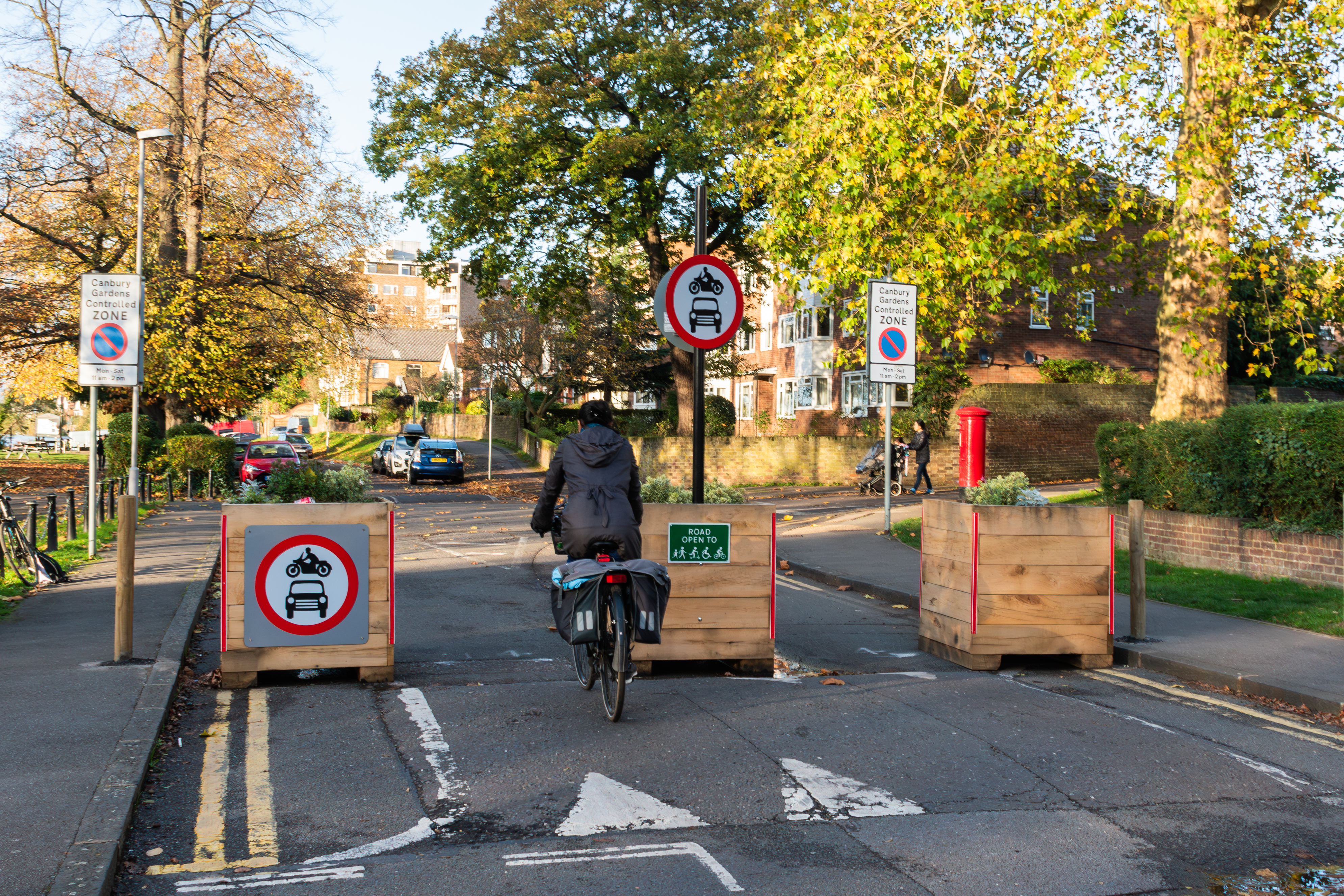
Een verkeersfilter in Londen met bakken

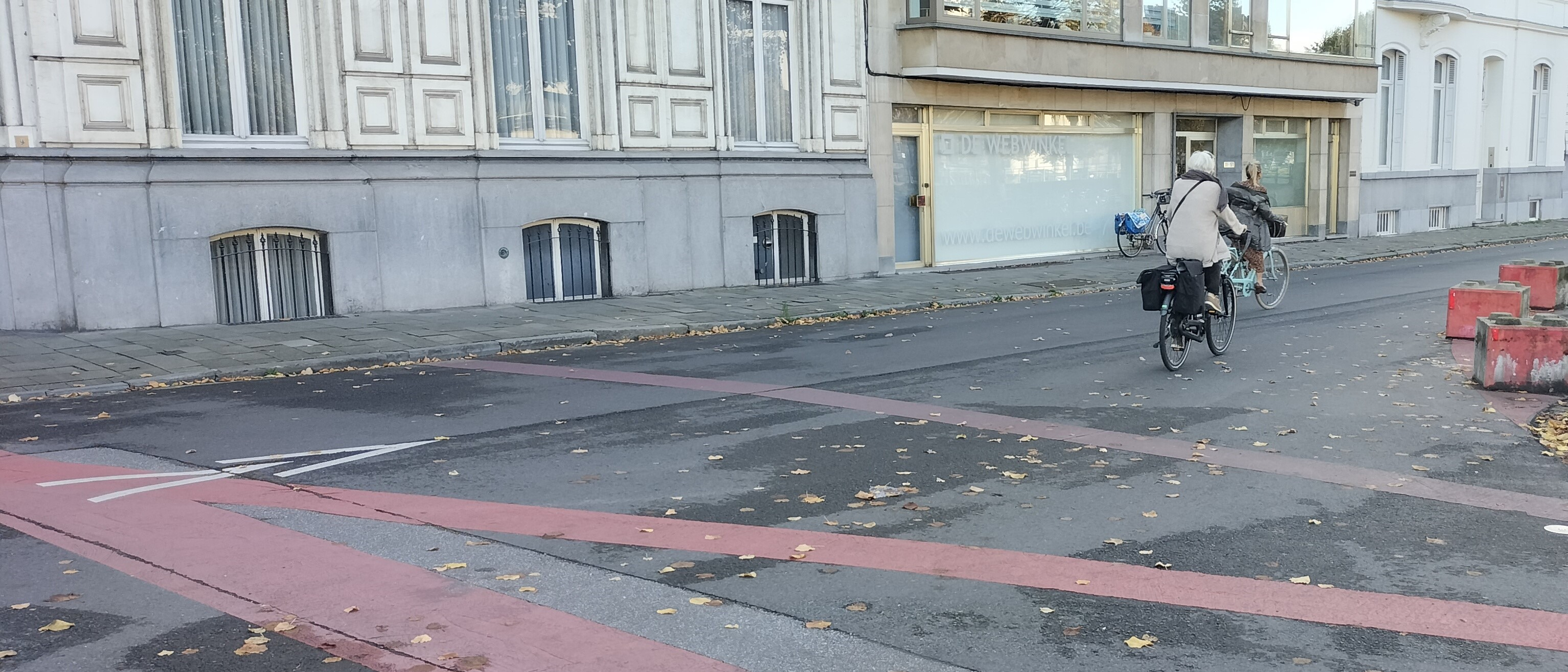
Een verkeersfilter in Gent, met markering en camera's

Een modaal filter of verkeersfilter is een verkeersinrichting waarbij enkel bepaalde voertuigtypes (vervoermodi) doorgang hebben op een bepaald punt in de weg. Meestal gaat het om een fysieke barrière voor autoverkeer (een 'knip'), teneinde autoluwe straten of wijken te creëren. Ook camera's met automatische kentekenplaatherkenning (ANPR) kunnen worden ingezet, zodat bijvoorbeeld wel bussen en hulpdiensten doorgang hebben.
Eenrichtingsverkeer is ook een soort verkeersfilter wanneer fietsers wel in de tegenrichting zijn toegelaten.
Verkeersfilters volgen vaak uit een doordacht circulatieplan.
Het doel is doorgaans de leefbaarheid en veiligheid van een woonwijk te verhogen en om een modal shift te bereiken (meer verplaatsingen met bijvoorbeeld de fiets in plaats van de auto).